# Bojoasri
Bojoasri is een bestuurslaag in het regentschap Lamongan van de provincie Oost-Java, Indonesië. Bojoasri telt 2255 inwoners (volkstelling 2010).